# Сельское поселение Красное Поселение
Сельское поселение Красное Поселение — муниципальное образование в Елховском районе Самарской области.
Административный центр — посёлок Нижняя Кондурча.

## Административное устройство
В состав сельского поселения Красное Поселение входят:
- посёлок Нижняя Кондурча,
- посёлок Елховое Озеро,
- посёлок Казачий,
- посёлок Солонцовка,
- село Красное Поселение,
- село Заблоцкое,
- село Петропавловка,
- деревня Владимировка,
- деревня Троицкая.